# Робер, Поль
Поль Робе́р (фр. Paul Robert; 1867, Фрибур, Швейцария —1934, там же) — швейцарский актёр и художник-карикатурист, живший и работавший в Петербурге три десятилетия (1885—1918). Автор шаржированных портретов известных деятелей искусства и городских властей Петербурга конца XIX — начала XX века.

## Биография
Поль Робер родился в 1867 году в швейцарском городе Фрибур. В 1885 году, после смерти отца, приехал в Петербург. Был торговцем-бакалейщиком, домашним учителем французского языка. Занимался рисованием, живописью, пением, изучал русский язык. Вскоре поступил во французскую казённую драматическую труппу, выступавшую на сцене Императорского Михайловского театра. Пользовался расположением коллег и публики, дарование артиста было отмечено императором Николаем II, делавшим Роберу ценные подарки. В качестве актёрских особенностей Робера историки театра отмечают «представительную наружность», обаяние, «безукоризненные манеры» и «прекрасную дикцию».
В свободное от работы в театре время занимался изобразительным искусством, работал в техниках масляной живописи и графики. В периоды длительных отпусков совершенствовал технику рисунка и живописи в парижской Академии Жюлиана. Участвовал в выставках Санкт-Петербургского общества художников. Картины выставлялись на продажу, несколько работ были приобретены императрицей Марией Фёдоровной для личной коллекции. Робер сотрудничал с петербургскими иллюстрированными периодическими изданиями — журналом карикатур «Шут» (1897—1901), «Петербургской газетой» (1902—1917), отдельные работы публиковались и в других изданиях. Выпустил два альбома карикатур (1896, 1903).
Был женат на «петербургской швейцарке» Леон Бернар, в 1900-х годах владевшей кондитерской на Большой Морской улице, 26. У супругов был сын.
Робер проработал в Михайловском театре свыше 30 лет, в начале 1917 года получил полную пожизненную пенсию по выслуге лет. После Октябрьской революции лишился пенсии, имущество было конфисковано. В связи с революционными событиями у актёров начались обыски, следовали угрозы арестов. Робер не оставлял театр, 3 марта 1918 года участвовал в последнем спектакле французской труппы. После закрытия театра вернулся в Швейцарию. Преподавал дикцию в высших учебных заведениях, зарабатывал на жизнь продажей картин и карикатур. Умер во Фрибуре в 1934 году.

## Творчество

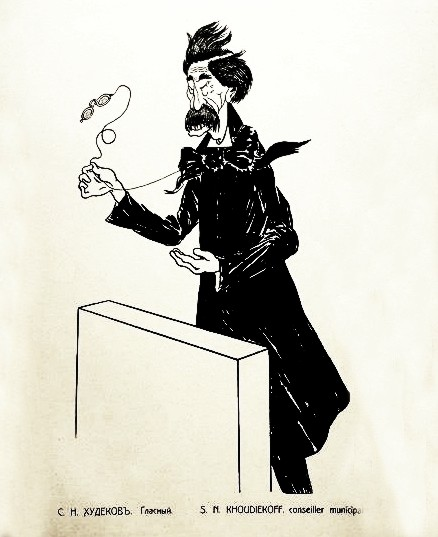
Главный редактор «Петербургской газеты» С. Н. Худеков

В 1896 году Робер выпустил альбом карикатур «Наши французские артисты. Карикатуры и автографы артистов Михайловского театра» (фр. «Nos artistes français. Caricatures et autographes des artistes du Théâtre Michel»). В 1897—1901 годах сотрудничал с художественным журналом карикатур «Шут», делал сюжетные шаржи, посвящённые премьерным спектаклям Михайловского театра. За эти годы в журнале было опубликовано около 80 выполненных по его рисункам цветных литографий, представляющих «красочные многофигурные шаржи со сложной и экспрессивной композицией».
С осени 1902 до начала 1917 года сотрудничал с «Петербургской газетой», возглавляемой театралом и историком балета С. Н. Худековым. В 1902—1905 годах в издании было опубликовано свыше 150 работ Робера, иногда рисунки печатались с периодичностью 2—3 раза в неделю.

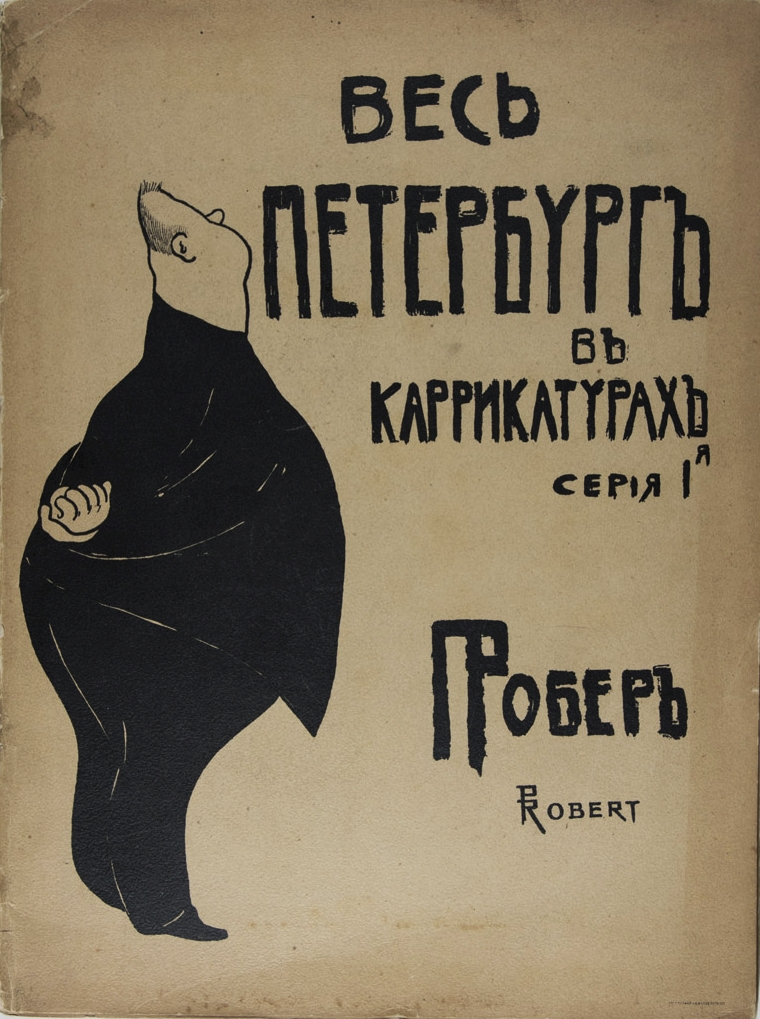
Весь Петербург в карикатурах. СПб., 1903

В 1903 году вышел второй альбом Робера — «Весь Петербург в карикатурах», в состав которого вошли около 70 портретных шаржей известных современников. Издание было отпечатано на веленевой бумаге тиражом 200 нумерованных экземпляров. Исходя из указания «Серия 1я» на обложке, исследователи предполагают замысел продолжающегося издания, продолжение не последовало по неизвестным причинам. Многие вошедшие в альбом работы впервые были опубликованы в «Петербургской газете», остальные выполнены в стилистически сходной манере. Исследователи отмечают изменение художественной манеры Робера — переход к стилистике ар нуво: в рисунках «не использован цвет, не применяются переходы тона, а изображение создаётся за счёт сплошного чёрного пятна и широкой контурной линии».
С 1902 по 1917 год в «Петербургской газете» опубликовано свыше 380 рисунков Робера, преимущественно шаржированные портреты, меньшинство составляли сюжетные карикатуры. Объектами шаржей были известные современники — театральные деятели (артисты, режиссёры, антрепренёры, служащие дирекции Императорских театров), деятели музыкального мира (композиторы, профессора консерватории, исполнители, дирижёры), художники, литераторы, деятели городского самоуправления (гласные городской думы, члены городской управы).
В числе героев роберовских шаржей — оперные певцы Ф. И. Шаляпин, Н. Н. Фигнер, В. И. Касторский, Л. В. Собинов, Ф. В. Литвин, М. И. Долина; артистки балета А. П. Павлова и О. И. Преображенская, режиссёры Н. Ф. Балиев, В. Э. Мейерхольд, К. М. Миклашевский; композиторы Н. А. Римский-Корсаков, Э. Ф. Направник, Ц. А. Кюи, А. К. Глазунов; художники И. Е. Репин, К. Е. Маковский, писатели П. Д. Боборыкин, М. Горький, В. А. Крылов, И. А. Гриневская, критик С. А. Венгеров, адвокаты С. А. Андреевский, В. Н. Герард, Н. П. Карабчевский; деятели городского самоуправления: гласные городской думы П. П. Дурново, В. Д. Набоков, М. И. Петрункевич, Н. Д. Шубин-Поздеев, Г. А. Фальборг, И. Я. Фойницкий, городские головы И. И. Глазунов, П. И. Лелянов, Н. А. Резцов, И. И. Толстой, инженеры К. Д. Грибоедов и Е. Б. Контковский и др.
Критики отмечают лёгкость пера, «цепкий взгляд» и наблюдательность Поля Робера, присущие художнику доброту и незаурядное чувство юмора.

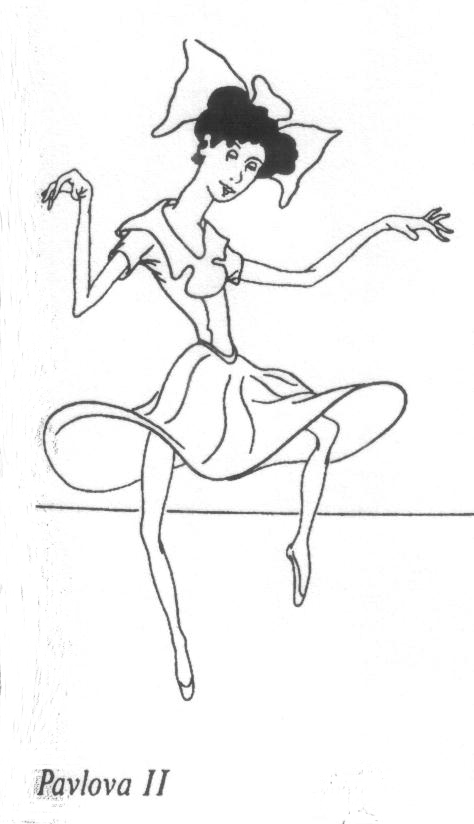
Анна Павлова
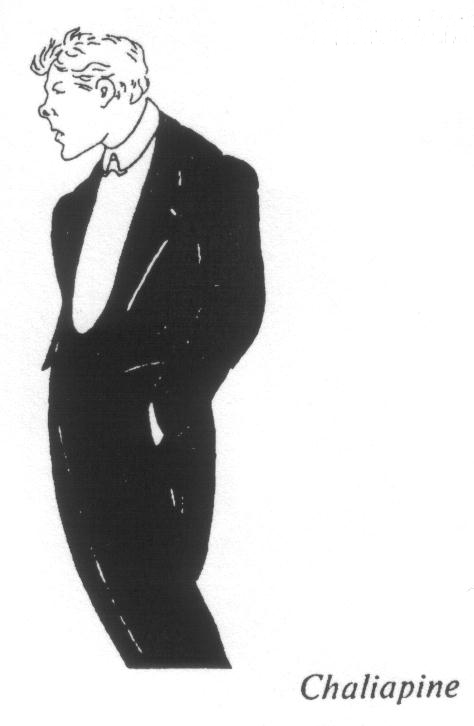
Фёдор Шаляпин
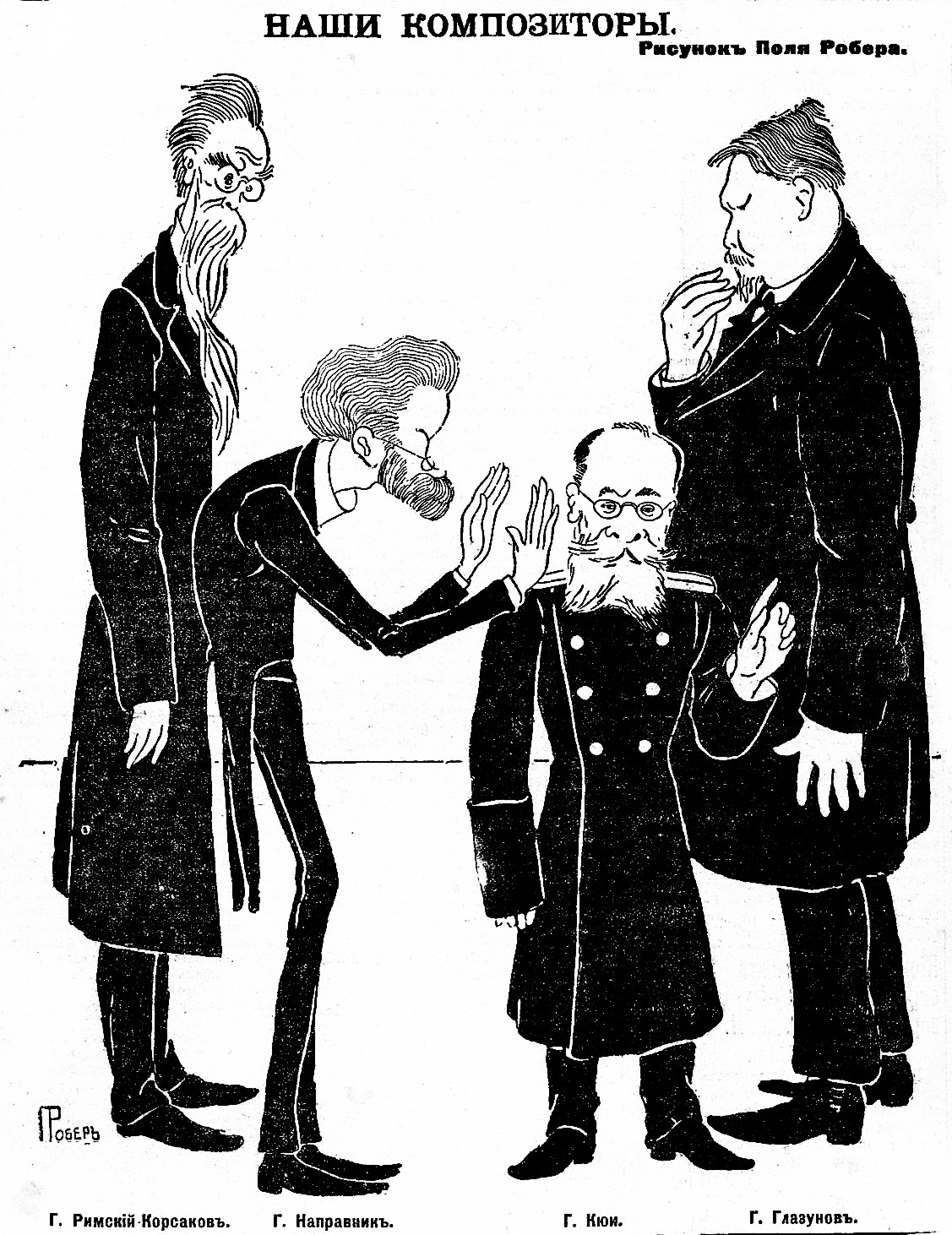
Римский-Корсаков, Направник, Кюи и Глазунов
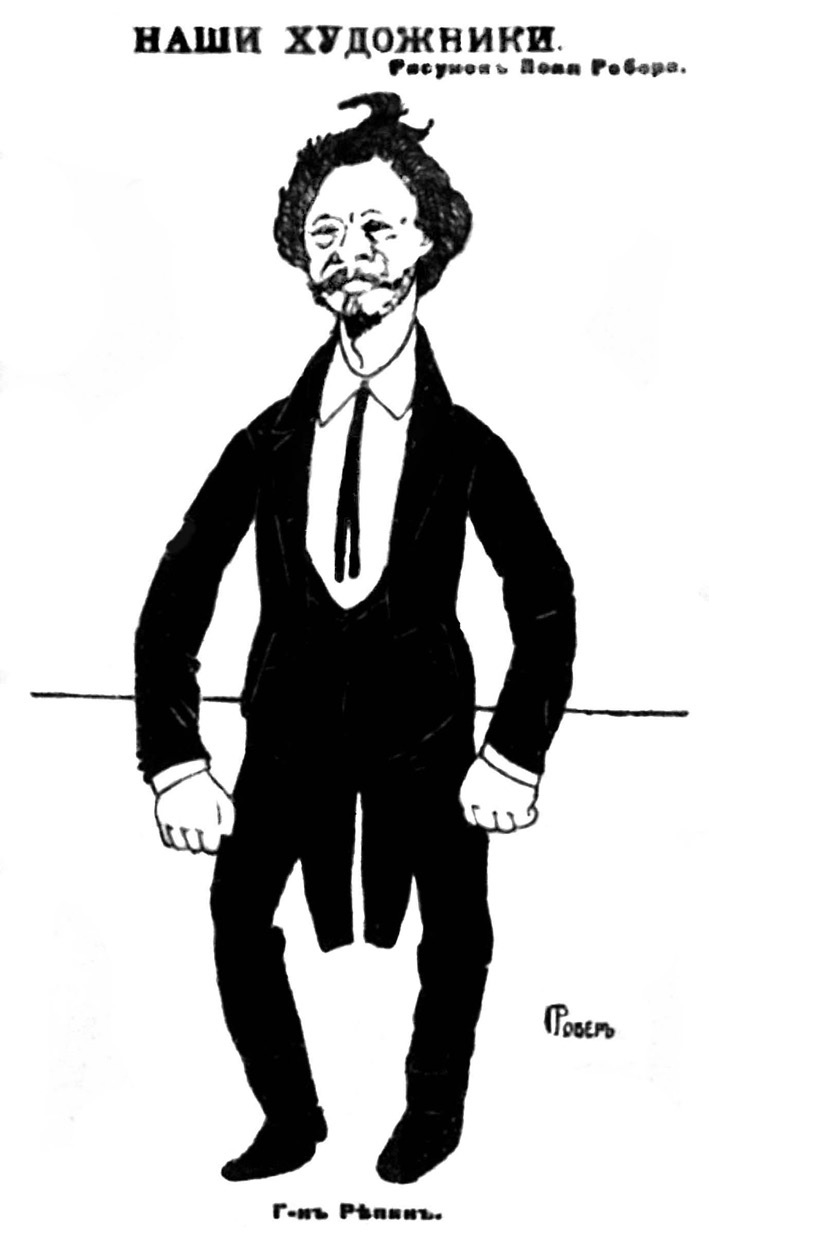
Илья Репин
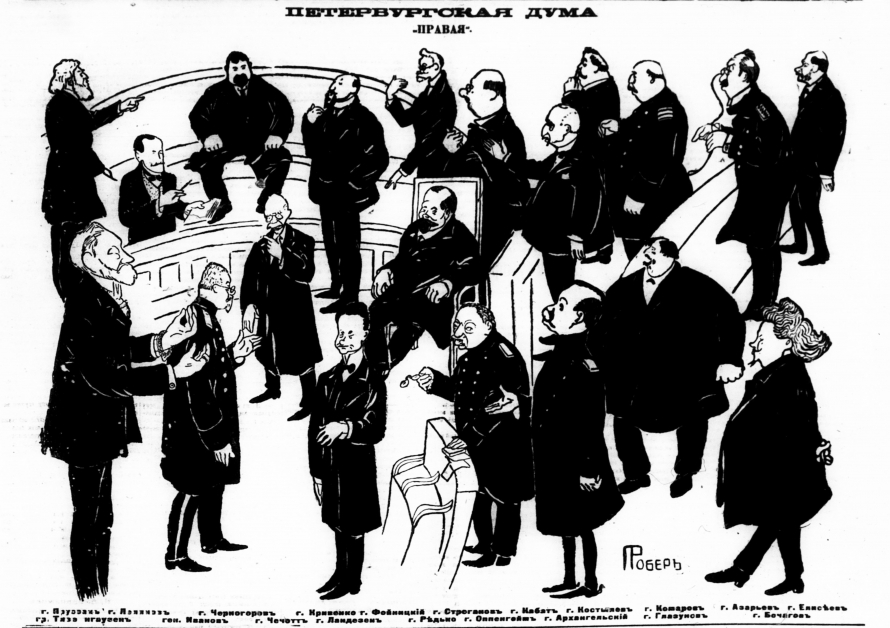
Петербургская дума («правая»)

## Наследие и память
В XXI веке творчество Поля Робера служит предметом исследований историков. Работы карикатуриста экспонируются на выставках — в Михайловском театре (2012), петербургском Музее печати (2015) и др.
Часть работ художника находится в Литературно-мемориальном музее Н. А. Островского в Сочи.

## Комментарии
1. ↑  В справочнике «Весь Петербург» Робер фигурировал под именем Пауль, затем — Павел Августович (Ансберг, 2016, с. 49).